# الواسط (الحيمة الداخلية)

تعديل مصدري - تعديل

الواسط هي إحدى قرى عزلة بني النمري بمديرية الحيمة الداخلية التابعة لمحافظة صنعاء، بلغ تعداد سكانها 264 نسمة حسب تعداد اليمن لعام 2004.